# Pascal Eenkhoorn
Pascal Eenkhoorn (født 8. februar 1997 i Genemuiden) er en cykelrytter fra Holland, der er på kontrakt hos Soudal Quick-Step.